# Elly Mærsk (schip, 2007)
De Emma Mærsk is een containerschip van de Deense rederij Mærsk. Het is een van de zeven zusterschepen in de Maersk E-klasse. Het schip werd gebouwd op de eigen werf van de A.P. Moller-Maersk Group, de Odense Lindø in Odense, en in 2007 in gebruik genomen op de lijndienst tussen Europa en Azië.
De Elly Maersk heeft een vervoerscapaciteit van ongeveer 15.000 TEU, de maat TEU is een halve normale container. Het schip is 397 meter lang en 56 meter breed.